# Eric Smith (futbolista)
Eric Anders Smith (Halmstad; 8 de enero de 1997) es un futbolista sueco que juega como defensa central en el FC St. Pauli de la Bundesliga.

## Carrera
En enero de 2016, Smith fichó por el equipo sueco IFK Norrköping, y se trasladó al extranjero en junio de 2018 firmando con el Gent.
Smith se unió al club de la 2. Bundesliga FC St. Pauli en calidad de cedido para la segunda mitad de la 2020-21 temporada. El FC St. Pauli se aseguró una opción para ficharlo permanentemente.

## Vida personal
Smith nació en Suecia, y su padre Anders es un exfutbolista.

## Clubes
| Club                    | País     | Año           |
| ----------------------- | -------- | ------------- |
| Halmstads BK            | Suecia   | 2014–2015     |
| IFK Norrköping          | Suecia   | 2016–2018     |
| K. A. A. Gante          | Bélgica  | 2018–2021     |
| Tromsø IL (cedido)      | Noruega  | 2019          |
| IFK Norrköping (cedido) | Suecia   | 2020          |
| F.C. San Pauli          | Alemania | 2021 – actual |

## Honores
FC St. Pauli
- 2. Bundesliga : 2023-24